# Рустенбург
Рустенбург (енгл. Rustenburg) је град у Јужноафричкој Републици и налази се у Северозападној покрајини. Град према попису из 2001. године има 395.761 становника, а основан је 1851. године као административни центар плодне пољопривредне површине за производњу цитрус воћа, дувана, кикирикија, семена сунцокрета, кукуруза и пшенице. Један је од најстаријих насеља Бура на северу земље, био је дом Пола Кругера, бившег председника Трансвалске републике. Рустенбург је био један од десет градова домаћина Светског првенства у фудбалу 2010. одржаног у Јужноафричкој Републици, а утакмице су игране на Краљевском стадиону Бафокенг.

## Познате личности
- Џон Кранко - кореограф балета
- Пик Бота - политичар и министар спољних послова (1977—1990)
- Јохан Бота - оперски певач
- Фрик ду Преез - рагби играч
- Кос ду Плезис - кантаутор
- Еста ТерБланш - глумица